# Représentations diplomatiques de Trinité-et-Tobago

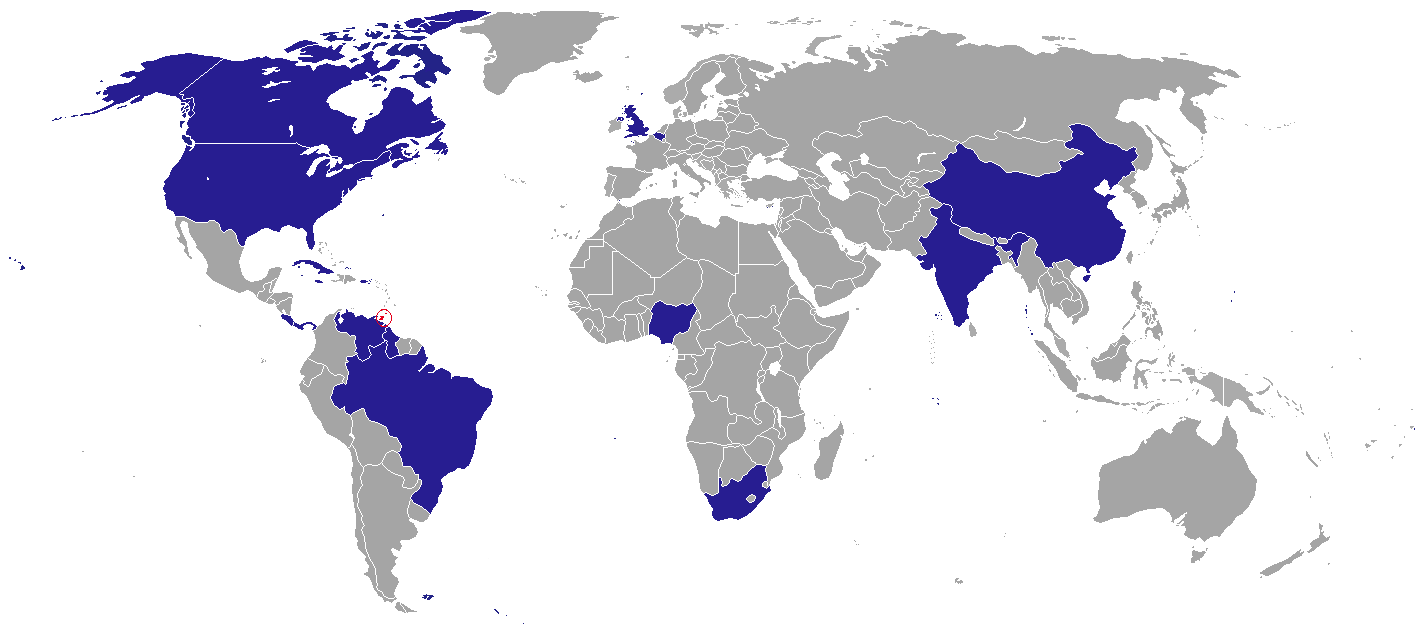
Localisation des représentations diplomatiques de Trinité-et-Tobago :
Trinité-et-Tobago
Ambassade ou haut-commissariat

Ceci est une liste des représentations diplomatiques de Trinité-et-Tobago, à l'exclusion des consulats honoraires. Trinité-et-Tobago est un pays insulaire situé à l'extrémité sud des Caraïbes. En février 2020, les deux chefs de gouvernement de la République de Trinité-et-Tobago et de la Barbade paraphent plusieurs accords, dont un qui prévoit le partage de diverses ressources de chancellerie diplomatique à travers le monde,.

## Afrique
- Afrique du Sud
  - Pretoria (haut-commissariat)
- Nigeria
  - Abuja (haut-commissariat)

## Amérique
- Brésil
  - Brasilia (ambassade)
- Canada
  - Ottawa (haut-commissariat)
  - Toronto (consulat général)
- Costa Rica
  - San José (ambassade)
- Cuba
  - La Havane (ambassade)
- États-Unis
  - Washington (ambassade (en))
  - Miami (consulat général)
  - New York (consulat général)
- Guyana
  - Georgetown (haut-commissariat)
- Jamaïque
  - Kingston (haut-commissariat)
- Panama
  - Panama (ambassade)
- Venezuela
  - Caracas (ambassade)

## Asie
- Chine
  - Pékin (ambassade)
- Inde
  - New Delhi (haut-commissariat)

## Europe
- Belgique
  - Bruxelles (ambassade)
- Royaume-Uni
  - Londres (haut-commissariat (en))

## Organisations internationales
- ONU
  - Genève (mission permanente auprès des Nations unies et d'autres organisations internationales)
  - New York (mission permanente)
- Organisation des États américains
  - Washington (mission permanente)
- Union européenne
  - Bruxelles (mission)

## Galerie

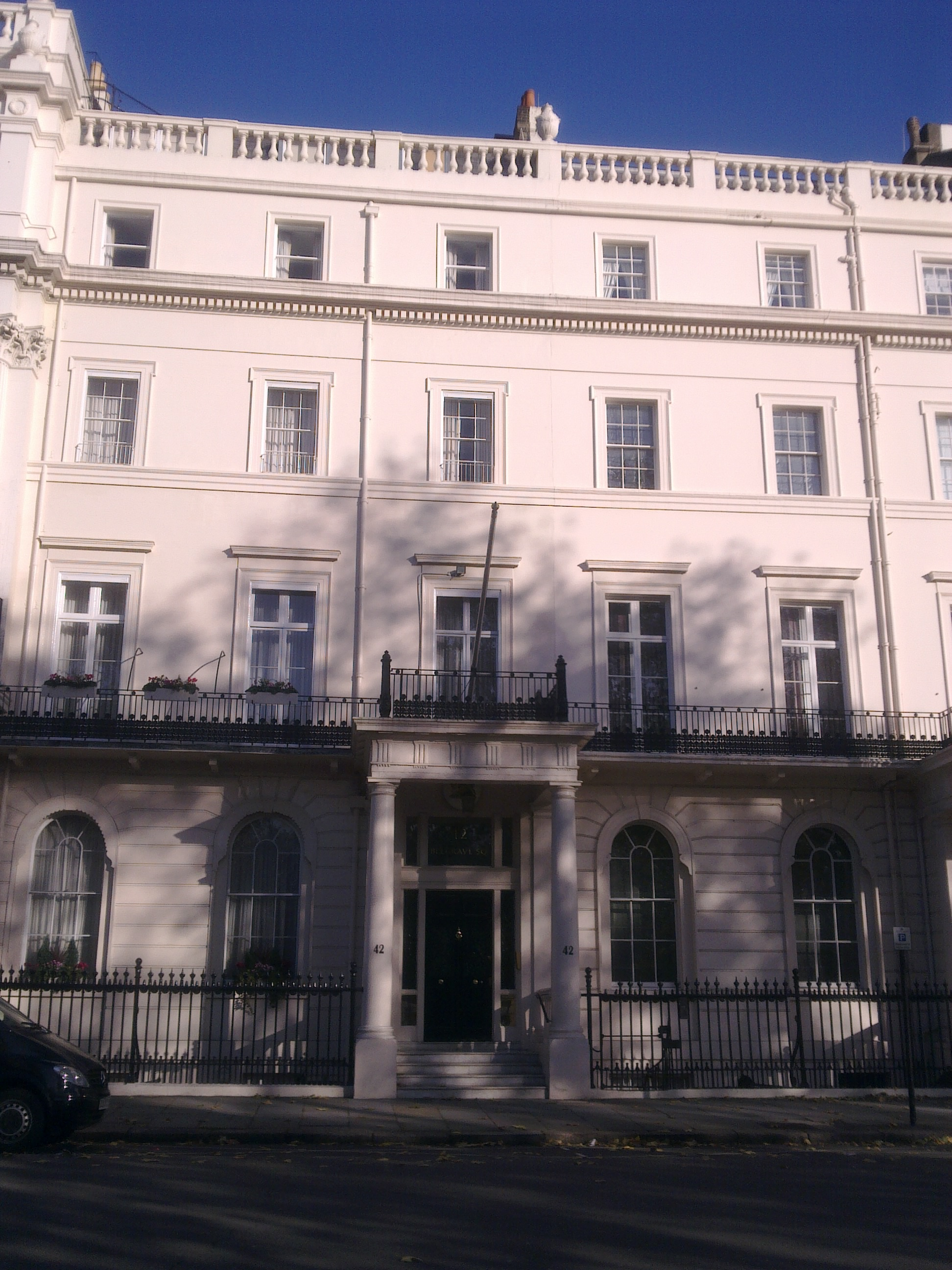
Haut-commissariat à Londres.
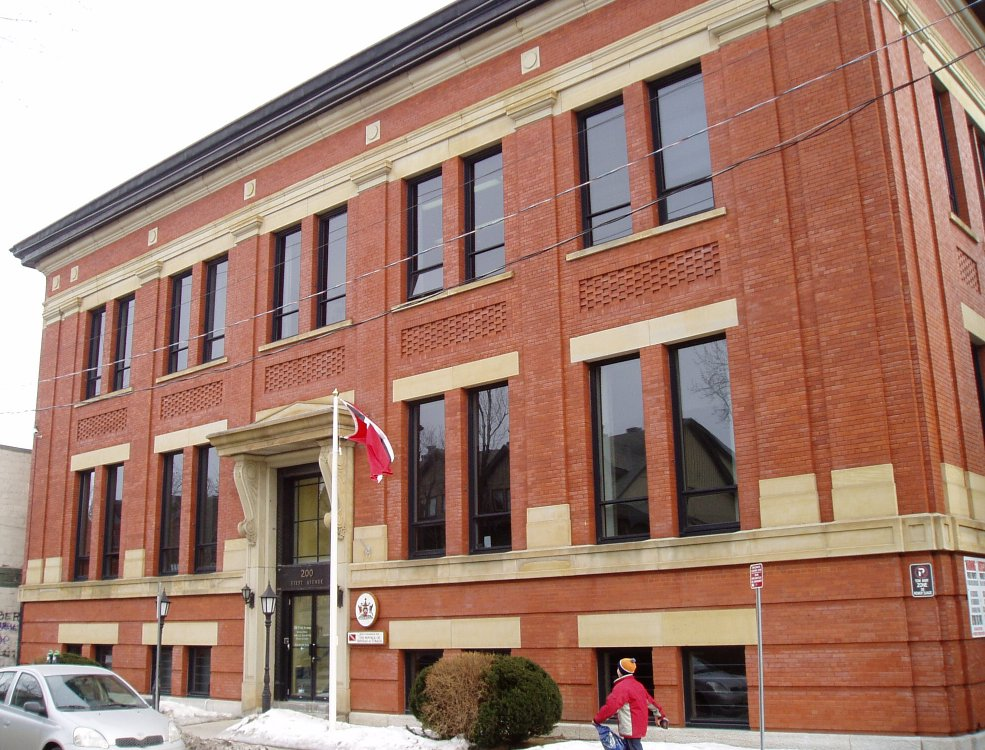
Haut-commissariat à Ottawa.
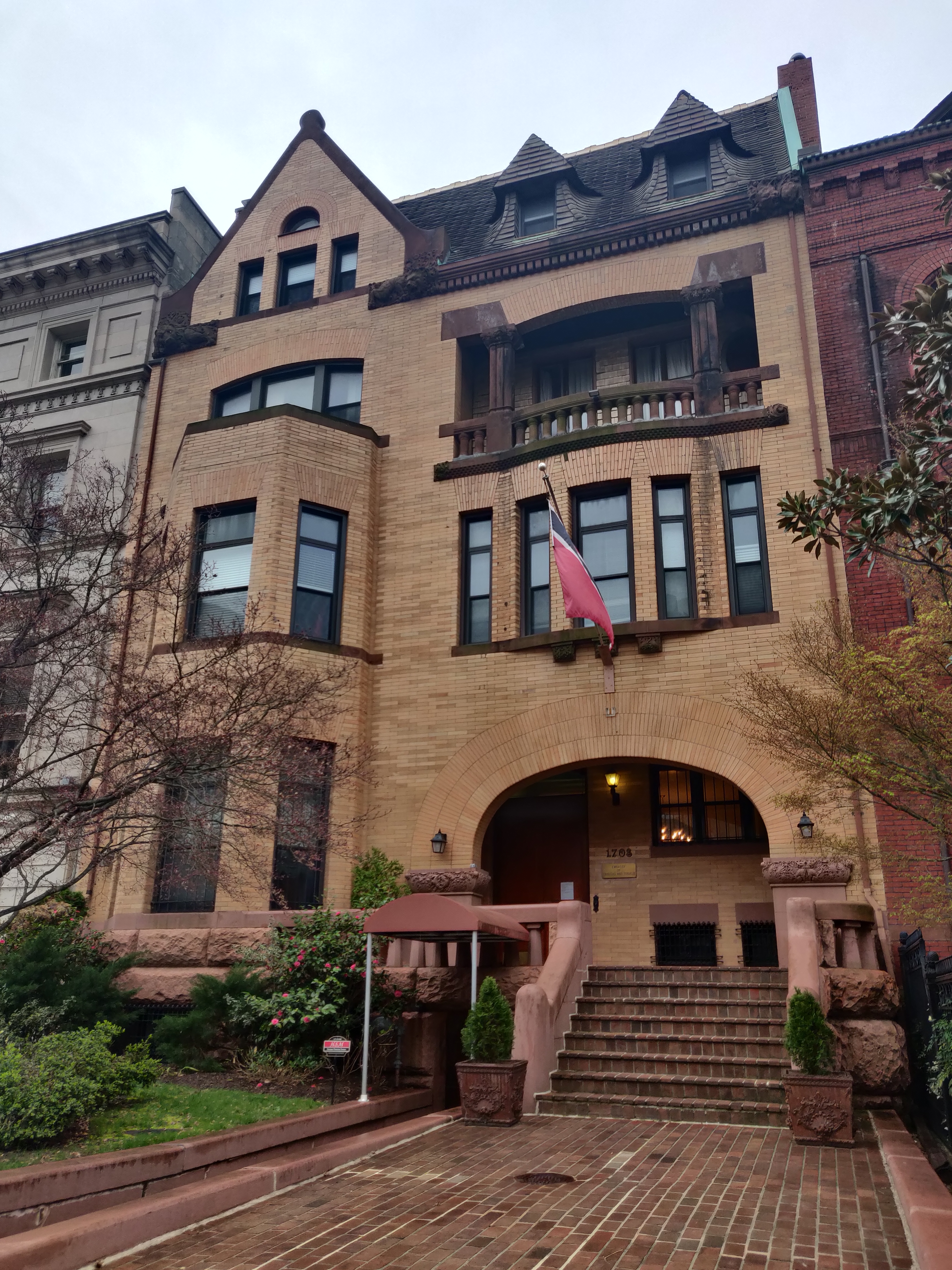
Ambassade à Washington.